# ۴'-هیدروکسی-۵٬۷-دی متوکسی-۸-متیل فلاوان
۴'-هیدروکسی-۵٬۷-دی متوکسی-۸-متیل فلاوان (به انگلیسی: 4'-Hydroxy-5,7-dimethoxy-8-methylflavan) با فرمول شیمیایی C۱۸H۲۰O۴ یک ترکیب شیمیایی است؛ که جرم مولی آن ۳۰۰٫۳۴ g/mol می‌باشد.